# Tomás Polo y la Borda
Tomás Polo y la Borda fue un hacendado y político peruano. 
Fue propietario de la hacienda de Echarate (que luego daría lugar al actual distrito de Echarate) y fue el pionero del cultivo del café en los territorios de la provincia de La Convención. Eran, además, propietarios del segundo piso del inmueble conocido hoy como la Casa de Garcilaso de la Vega en la Plaza Regocijo y que actualmente está calificado como Patrimonio de la Humanidad por la UNESCO como parte del centro histórico del Cusco.
Fue elegido diputado suplente por la provincia de La Convención entre 1868 y 1871 durante el gobierno de José Balta y reelecto en 1872 durante el gobierno de Manuel Pardo. Posteriormente sería elegido como diputado titular por la misma provincia en 1895 y reelecto en 1901 durante la República Aristocrática.  